# Basapur, Haveri
Basapur là một làng thuộc tehsil Haveri, huyện Haveri, bang Karnataka, Ấn Độ.